# Панасевич, Борис Григорьевич
Борис Григорьевич Панасевич — советский работник сельского хозяйства, директор совхоза, Герой Социалистического Труда.

## Биография
Родился в 1908 году в Киеве. Член КПСС.
С 1930 года — на хозяйственной, общественной и политической работе. В 1930—1978 гг. — сельскохозяйственный и руководящий работник в Узбекской ССР, директор Ургутской машинно-тракторной станции, директор хлопкового совхоза «Баяут» №2 Хавастского района Ташкентской области Узбекской ССР, директор совхоза «Сальский» Мартыновского района Ростовской области. 
Указом Президиума Верховного Совета СССР от 19 апреля 1967 года присвоено звание Героя Социалистического Труда с вручением ордена Ленина и золотой медали «Серп и Молот».
Умер в Ростове-на-Дону в 1989 году.

## Награды
- Указом Президиума Верховного Совета СССР от 19 апреля 1967 года за достигнутые успехи в увеличении производства и заготовок зерна в 1966 году Борису Григорьевичу Панасевичу было присвоено звание Героя Социалистического Труда с вручением ордена Ленина и золотой медали «Серп и молот».[1]